# Полякова-Хвостова, Анна Александровна
А́нна Алекса́ндровна Поляко́ва-Хвосто́ва (по мужу — Полякова, девичья — Хвостова, настоящее имя — Алина; 11 февраля 1846— 10/23 октября 1904) — русская камерная оперная певица (меццо-сопрано) и музыкальный педагог.

## Биография
Анна Александровна родилась в семье дипломата Александра Васильевича Хвостова и Екатерины Александровны, урождённой Сушковой. Пению обучалась в Санкт-Петербургской консерватории в классе Генриетты Ниссен-Саломан. Окончив в 1866 году консерваторию, до начала 1870-х годов вела концертную деятельность: пела в Петербурге, Риге, Варшаве.
В 1874—1883 годах Полякова-Хвостова преподавала сольное пение в Петербургской консерватории, в 1890-х годах — в Московском музыкально-драматическом училище. Среди её учениц — Лидия Звягина, Елена Серно-Соловьевич, Клавдия Тугаринова.
Сын — инженер Вальтер Поляков.

## Творчество
Одна из первых исполнительниц в Петербурге романсов Петра Чайковского; в 1869 году композитор посвятил певице романс «Нет, только тот, кто знал». В том же году, она совместно со своей бывшей сокурсницей Любовью Щетининой совершила крайне удачное турне по России. Однако ранняя смерть подруги-пианистки от чахотки разорвала их тандем. Последняя была матерью Александра Скрябина.
В камерном репертуаре певицы были также произведения Георга Фридриха Генделя, Ференца Листа, Франца Шуберта, Шарля Гуно, Роберта Шумана, Милия Балакирева, Полины Виардо-Гарсиа, Александра Даргомыжского, Цезаря Кюи, Александра Бородина, Антона Рубинштейна, Модеста Мусоргского, Николая Римского-Корсакова.
Исполнила сольные партии в Реквиеме Роберта Шумана (1867), оратории «Странствие Розы» Роберта Шумана (22 января 1872 года, под управлением Эдуарда Направника, в ансамбле с Василием Васильевым 2-м, Юлией Махиной и Фёдором Стравинским), в 9-й симфонии Людвига ван Бетховена (1869, под управлением Милия Балакирева).
Музыкальный критик Владимир Стасов писал о творчестве Поляковой-Хвостовой: «Она отлично, просто и правдиво, с большим художественным чувством исполняла женские партии из „Ратклифа“ и „Псковитянки“, лучшие романсы Балакирева, Кюи, Римского-Корсакова, Бородина, Мусоргского и, может быть, лучше всего — чудную сказку мамки в „Псковитянке“».